# 屯門普高足球會
屯門高普足球會（英語：Tuen Mun Progoal FC），是已經解散的香港足球會，曾經是香港甲組足球聯賽球隊，在2008-09年度球季借用石硤尾體育會會籍參加香港甲組足球聯賽角逐，後因拖欠薪金及未能在2009年11月27日下午5時前，為其球員購買有效期至本年度球季結束的勞工保險之證明，被香港足球總會取消參賽資格。

## 會籍及球隊的關係
2006–07年度，石硤尾獲得乙組聯賽亞軍，取得升班資格，惟林大輝季後離開球隊，球隊交回貝鈞奇。於2007–08年度，把會籍借予華家堡足球會，該屆成績名列甲組聯賽尾二，按例需要降班，球會主席林鶴齡決定解散球隊，歸還會籍，並與華家堡骨幹成員轉投東方足球隊。
其後石硤尾會方申請留班，並獲得香港足球總會批准，再把會籍借予屯門足球會的會長任煒雄，組成新的屯門普高參賽。

## 球隊歷史
2008–09年度球季，留級的石硤尾將會籍再借出，組成新球隊以屯門普高在甲組聯賽角逐。球隊主要以丙組屯門足球會球員及4名國援為班底，希望讓區內青少年有機會一試甲組滋味，平日以深圳作為訓練基地，並以該地作為全職球員的宿舍。
由於大部份球員都沒有甲組經驗，甚至只曾在丙組作賽，因此被視為魚腩部隊。球隊處子戰對新界地產和富大埔即以三球淨負，及後在對公民的比賽憑前鋒周偉明把握對手後防連番解圍失誤，近門掃入取得球會歷史首個甲組入球。
脆弱的防線成為屯門普高最大弱點，在連番敗陣後，普高先後羅致包括日本球員伊藤壇在內四名外援增強實力。可惜球隊防線問題沒有改善，令頭9場比賽均告失利，共失48球。
球隊的年輕球員經過甲組賽事的洗禮及日援伊藤壇的協助下，在攻擊線上開始有所表現，對愉園一役取得兩個入球。而經過十場奮戰，屯門普高在2008年11月14日以 4–2 擊敗演出懶散的香雪上清飲，取得球隊史上首場勝仗。
踏入2009年，表現越戰越勇，雖有日援伊藤壇離隊，及高大中堅哈辛加盟，使球隊防守高空攻勢能力有所提升，先後賽和聯賽四強分子的新界地產和富大埔及公民。總監任煒雄在對大埔賽後表示球員爭回自己的尊嚴，鋼鐵已經開始煉成了。然而及後對南華一戰，雖然加入了數名非洲籍外援，球隊卻再一次慘敗 0–8。
2009年5月3日，雖然以 1–7 大敗給傑志，但淦源同日以 1–6 輸給四海，淦源宣告護級失敗，令普高成功護級。

## 球隊近況
由於懷疑假波事件令香港足球聲譽蒙污，加上應屆丙組聯賽總冠軍屯門體育會主席胡丁有，於2009年7月去信香港足總，澄清該會的足球隊才是屯門區有代表性的球隊，質疑屯門普高的代表性，故此有香港足球總會董事局成員曾反對石硤尾在2009–10年度球季繼續以屯門普高名義參加甲組賽事。
直至2009年9月9日，足總再次召開董事局會議，終於表決通過石硤尾可以繼續以屯門普高作隊名參加甲組聯賽。
雖然球隊獲准參賽，但總監任煒雄表示被球圈人士阻撓，令隊中的新兵如林俊生、門將張健忠及史提芬無法趕及註冊，結果球隊在首兩場均只有14名球員作調動。
屯門普高財政出現困難，拖欠球員9月份薪金，2009年10月17日在青衣運動場舉行的甲組聯賽，因球員士氣低落而以 1–9 慘敗於和富大埔腳下。11月4日，任煒雄宣稱，國內贊助商已決定不再注資球隊，公司宣佈破產，呼籲有心人捐出100萬元支持球隊，否則將被迫散班。
由於未能在2009年11月27日下午5時前，為其球員購買有效期至本年度球季結束的勞工保險之證明，被香港足球總會取消參賽資格。

### 假波疑雲
2009年3月31日聯賽對愉園在完場前7分鐘內連失四球而以 1–5 落敗，中場球員周偉明在球隊輸到 1–2 時大叫「想要幾多球呀，出聲呀！換我出場呀！」。翌日，張天德在其網誌宣佈因難忍陣中4名國援未盡全力，體育精神不敵金錢而宣佈掛靴。另外兩名隊友蕭亮及梁志立亦分別在網誌中表達對球隊表現的不滿。及後，屯門普高總監任煒雄表示，問題皆由球員之間文化差異及誤會所造成。香港足球總會決定於2009年4月6日召開會議討論，決定廉政公署尋求協助。
在新球季開鑼前，總監任煒雄表示球隊已獲廉署通知不再需要協助調查，待廉署正式通知後便可洗脫打假波之嫌疑。

### 贊助人疑雲
在假波疑雲發生後，各大傳媒欲得知屯門普高的贊助人，但無從得知。屯門普高總監任煒雄及董事樊澤輝、會長為鄺榮贊均否認是贊助人，但任其後指出屯門普高的贊助經費均是正當得來的。

## 職員名單
| 董事：         | 樊澤輝                 |
| 贊助人：       | 鄺榮贊                 |
| 會長：         | 任煒雄                 |
| 總監：         | 任煒雄                 |
| 領隊：         | 紀捷                   |
| 主教練：       | 蔡業輝                 |
| 助教：         | 伊藤壇 羅賓納度 祖活特 |
| 體能教練：     | 蕭亮                   |
| 守門員教練：   | 廖富源                 |
| 預備組主教練： | 梁志立                 |
| 預備組助教：   | 周偉明                 |
| 青年軍總教練： | 伊藤壇                 |

## 球員名單
| 號碼   | 國籍     | 球員名字                             | 出生日期       | 加盟年份 | 前屬球會       |
| 守門員 | 守門員   | 守門員                               | 守門員         | 守門員   | 守門員         |
| ------ | -------- | ------------------------------------ | -------------- | -------- | -------------- |
| 1      | 中国     | 周展宏（Zhou Zhenhong）              | 1985年12月19日 | 2020年   | 廣東華南虎     |
| 12     | 香港     | 蕭亮（Siu Leong）                    | 1987年1月22日  | 2020年   | 南華           |
| 23     | 香港     | 廖富源（Liu Fu Yuen）                | 1990年8月21日  | 2020年   | 東方龍獅       |
| 後衛   |          |                                      |                |          |                |
| 2      | 香港     | 林俊生（Lin Junsheng）               | 1985年1月18日  | 2020年   | 廣州富力       |
| 3      | 香港     | 游啟邦（Yau Kai Pong）               | 1993年9月1日   | 2020年   | 屯門足球會     |
| 4      | 香港     | 葉子乾（Ip Chi Kin）                 | 1987年8月14日  | 2020年   | 屯門足球會     |
| 5      | 奈及利亞 | 哈辛（Ayo Hassan Raimi）             | 1984年8月12日  | 2020年   | 貢貝聯         |
| 6      | 中国     | 姚曉聰（Yao Xiaocong）               | 1985年2月10日  | 2020年   | 深圳紅鑽       |
| 7      | 香港     | 梁志立（Leung Chi Lap）              | 1983年1月19日  | 2020年   | 屯門足球會     |
| 13     | 香港     | 哈成智（Ha Shing Chi）               | 1982年5月30日  | 2020年   | 南華           |
| 22     | 香港     | 葉子龍（Ip Chi Lung）                | 1981年1月8日   | 2020年   | 屯門足球會     |
| 24     | 中国     | 王丹（Wan Dan）                      | 1982年3月12日  | 2020年   | 遼寧宏運       |
| 32     | 香港     | 迪達（Celistanus Tita Chou）         | 1985年7月2日   | 2020年   | 名門世家加義   |
| 中場   |          |                                      |                |          |                |
| 8      | 香港     | 端迪（Tunde Seun Olokigbe）          | 1989年9月7日   | 2020年   | 港會           |
| 10     | 日本     | 伊藤壇（Ito Dan）                    | 1975年11月3日  | 2020年   | 仙台維加泰     |
| 11     | 香港     | 周偉明（Chow Wai Ming）              | 1983年10月18日 | 2020年   | 屯門足球會     |
| 15     | 香港     | 楊國基（Yeung Kwok Kei Enzo）        | 1984年12月13日 | 2020年   | 屯門足球會     |
| 16     | 香港     | 約翰艾馬（Emmanuel John）            | 1989年4月12日  | 2020年   | 標準流浪       |
| 18     | 香港     | 梁傲軒（Leung Ngo Hin）              | 1990年1月27日  | 2020年   | 傑志           |
| 19     | 中国     | 趙偉（Zhao Wei）                     | 1989年2月3日   | 2020年   | 北京八喜       |
| 25     | 巴西     | 羅賓納度（Bruno Faifer Rubinato）    | 1985年12月8日  | 2020年   | 國民體育會(SP) |
| 28     | 澳大利亚 | 祖活特（Joel James Wood）            | 1984年6月24日  | 2020年   | 紐卡素噴射機   |
| 30     | 香港     | 范文藤（Phan Van Thanh）             | 1991年11月24日 | 2020年   | 屯門足球會     |
| 前鋒   |          |                                      |                |          |                |
| 9      | 奈及利亞 | 法泰迪（Fatal Niyi Solabi）          | 1987年3月20日  | 2020年   | 屯門足球會     |
| 14     | 喀麦隆   | 史提芬（Stephen Alain Ndem Ambassa） | 1982年7月23日  | 2020年   | 九龍城         |
| 17     | 香港     | 莊啟聰（Chong Kai Chung）            | 1988年9月12日  | 2020年   | 南華           |
| 20     | 香港     | 張天德（Cheung Tin Tak）             | 1980年3月11日  | 2020年   | 佳聯元朗       |
| 21     | 中国     | 紀捷（Ji Jie）                       | 1972年11月21日 | 2020年   | 深圳紅鑽       |

### 外借球員（2020/21）
| 國籍 | 球員名字 | 位置 | 出生日期 | 外借球會 |
| ---- | -------- | ---- | -------- | -------- |

## 著名球員

### 外援球員
- 周展宏
- 張健忠
- 哈辛
- 迪達
- 王丹
- 姚曉聰
- 林俊生
- 祖活特
- 伊藤壇
- 羅賓納度
- 趙偉
- 端迪
- 約翰艾馬
- 法泰迪
- 史提芬
- 紀捷

### 本地球員
- 蕭亮
- 廖富源
- 哈成智
- 周偉明
- 張天德
- 范文藤
- 梁志立
- 葉子乾
- 葉子龍
- 莊啟聰
- 楊國基
- 梁傲軒
- 冼志豪
- 游啟邦
- 梁罡耀
- 冼耀祖
- 葉子成
- 關志健
- 孔志南
- 李國斌
- 梁智溢
- 張瑋津

## 詮釋
1. ↑  . 《星島日報》. 2009-09-21  [2009-09-21] （中文（香港））.[]
2. ↑  . 《蘋果日報》. 2009-10-18  [2009-10-18]. （原始内容存档于2009-10-21） （中文（香港））.
3. ↑  . 《蘋果日報》. 2009-04-02  [2009-04-02]. （原始内容存档于2009-04-04） （中文（香港））.
4. ↑  . 《新浪香港》. 2009-04-02  [2009-04-04]. （原始内容存档于2009-04-04） （中文（香港））.
5. ↑  . 《新浪香港》. 2009-04-03  [2009-04-04] （中文（香港））.[永久]
6. ↑  . 《星島日報》. 2009-09-02  [2009-09-02]. （原始内容存档于2009-09-22） （中文（香港））.

## 外部連結
- 香港足球總會網頁球會資料 （页面存档备份，存于）